# Kit de cambio
Un kit de cambio es un conjunto de componentes para automóviles diseñado para mejorar la forma en la que un vehículo cambia de marcha. Se producen tanto para transmisiones automáticas como manuales.

## Objetivo
La operación de cambiar de marcha se puede optimizar con diferentes objetivos. Algunos conductores prefieren cambios lentos y suaves para obtener un mayor confort, mientras que otros desean cambios rápidos para mejorar el rendimiento de sus coches o para carreras de aceleración.

## Consideraciones de tracción
Durante un cambio de marcha, se pierde potencia en el embrague (en las transmisiones automáticas, los embragues suelen ser internos) debido al deslizamiento del embrague y a la diferencia entre las velocidades del eje de salida inicial y el final. Esto hace que un cambio rápido sea más deseable al acelerar, con el fin de reducir el desgaste del embrague y el calor desarrollado en la transmisión. Ambos factores deben equilibrarse, dado que un cambio demasiado rápido aumenta las cargas mecánicas máximas en la transmisión, en el motor y en el tren de transmisión; y de hecho, un cambio instantáneo causaría cargas de impacto y provocaría con rapidez problemas mecánicos, así como una experiencia de conducción desagradable.

## Kit de transmisión manual
Para los coches equipados con transmisión manual, se dispone de un componente que sustituye al selector de marchas (la palanca de cambios) de serie. Un kit de cambio generalmente acorta los recorridos necesarios para seleccionar una marcha (también conocido como cambio de recorrido corto o cambio corto), lo que permite al conductor reducir el lapso de cambio y cambiar de marcha de manera más eficiente.

## Kit de transmisión automática
El enfoque principal de una transmisión automática es el cambio suave entre marchas. Para lograrlo, a menudo entra en dos marchas a la vez mientras cambia hacia arriba, lo que se conoce como superposición de cambios. En estos coches, se dispone de kits que pueden reducir o eliminar la superposición de cambios. También reducirá el desgaste, porque se evita que la transmisión engrane dos marchas a la vez.

## Historia
El término "Shift Kit" es una marca registrada de la empresa "TransGo" que originó el desarrollo de la mejora del cuerpo de la válvula de transmisión automática y componentes de actualización como resortes y válvulas, así como información técnica,  para mejorar las características del cambio y la durabilidad de las transmisiones automáticas.